# سانسور در عربستان سعودی
سانسور در عربستان سعودی متداول است و از صحنه‌هایی که به گفته حکومت غیراخلاقی (عمدتاً جنسی) هستند تا مسائل سیاسی به صورت شدید سانسور می‌شوند.

## اینترنت
در اینترنت نیز فیلتر توسط حکومت متداول است و تمامی وب‌گاه‌هایی که دربارهٔ مسائل جنسی و مخالف دولت هستند یا از اسلام انتقاد کرده‌اند فیلتر هستند.

## سخنرانی
در این کشور هرگونه سخنرانی و کنفرانس علیه پادشاه یا حکومت و اسلام بیشترین مجازات و تنبیه بدنی را دارد.